# سحابی شاه‌تخته
سحابی شاه‌تخته یا سحابی سوراخ‌کلید نام یک سحابی است که در صورت فلکی شاه‌تخته قرار دارد.
سحابی شاه‌تخته سحابی‌ای تاریک است در کنار روشن‌ترین بخش سحابی اِتاشاه‌تخته که به شکل سوراخ کلید رصد می‌شود.

## اجرام درون سحابی شاه‌تخته

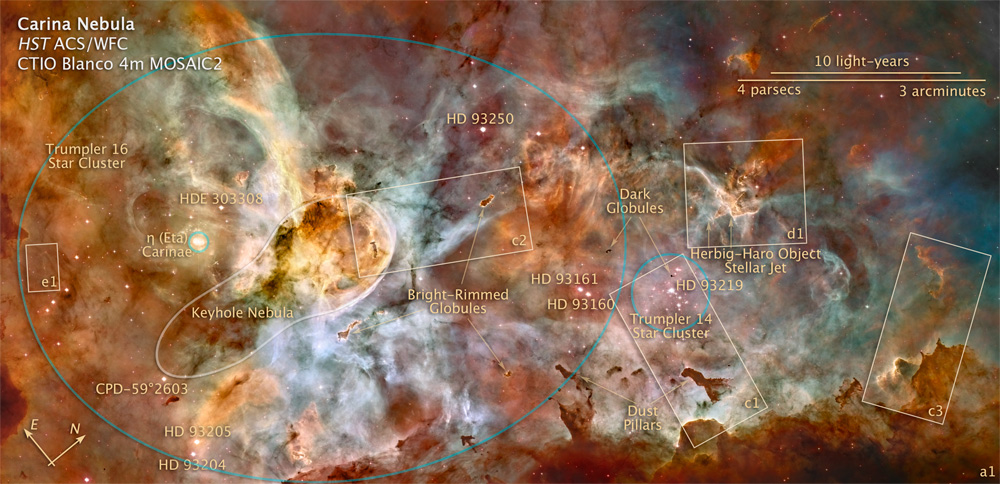
A تلسکوپ فضایی هابل (HST) false-color image/diagram of the of Carina Nebula (Zoomable version); Credit: HST/ناسا/ESA

## نگارخانه

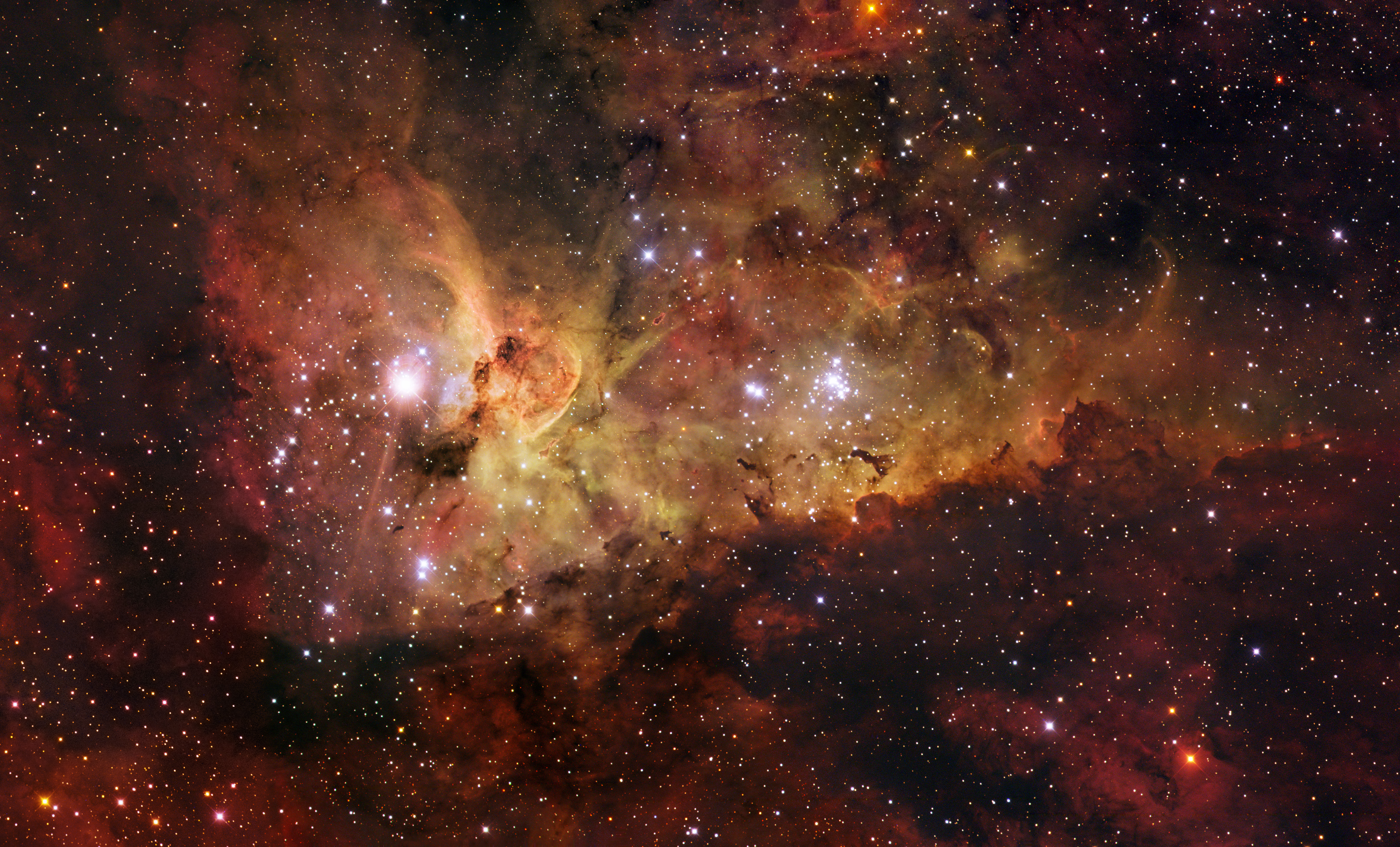
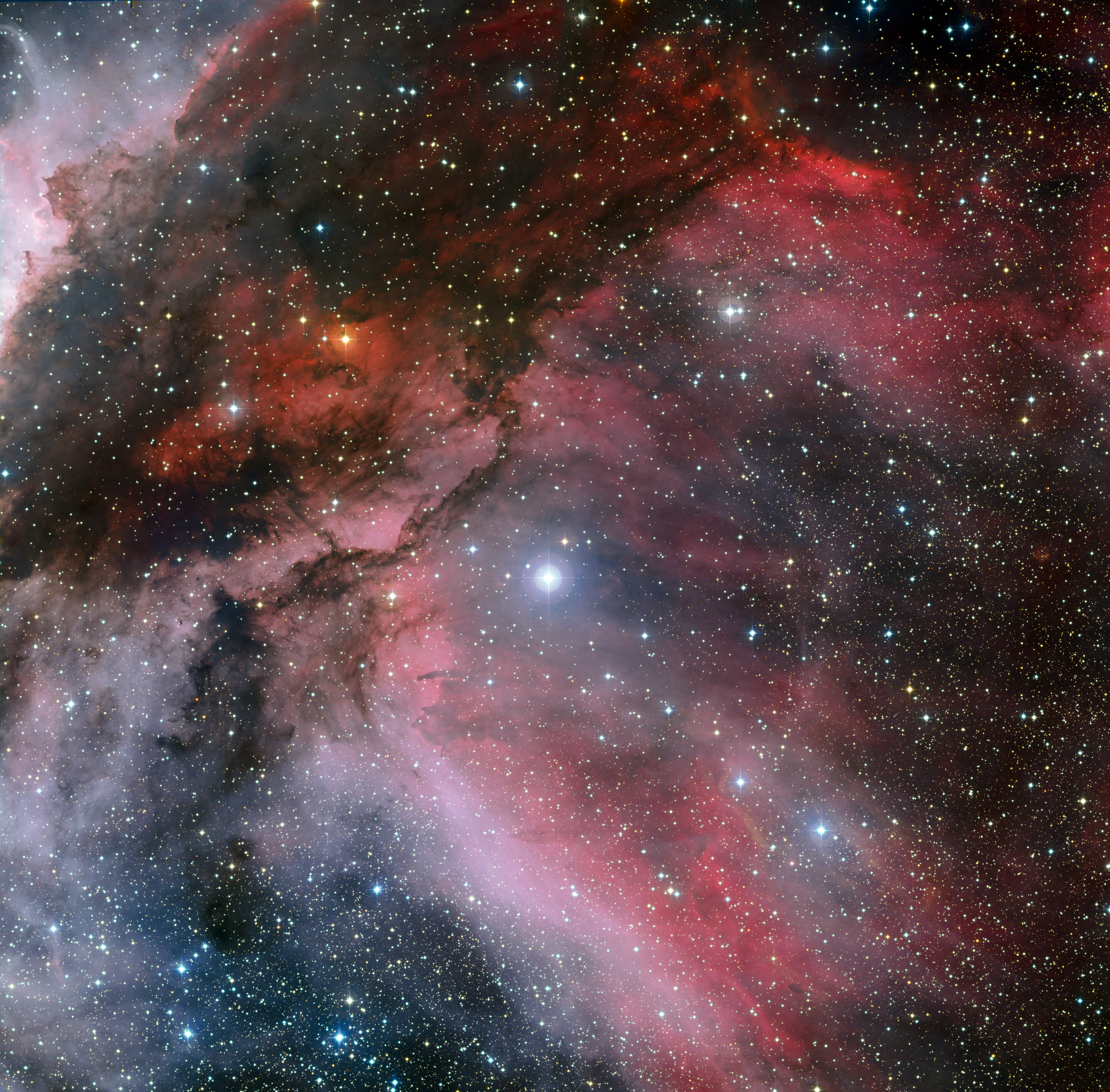
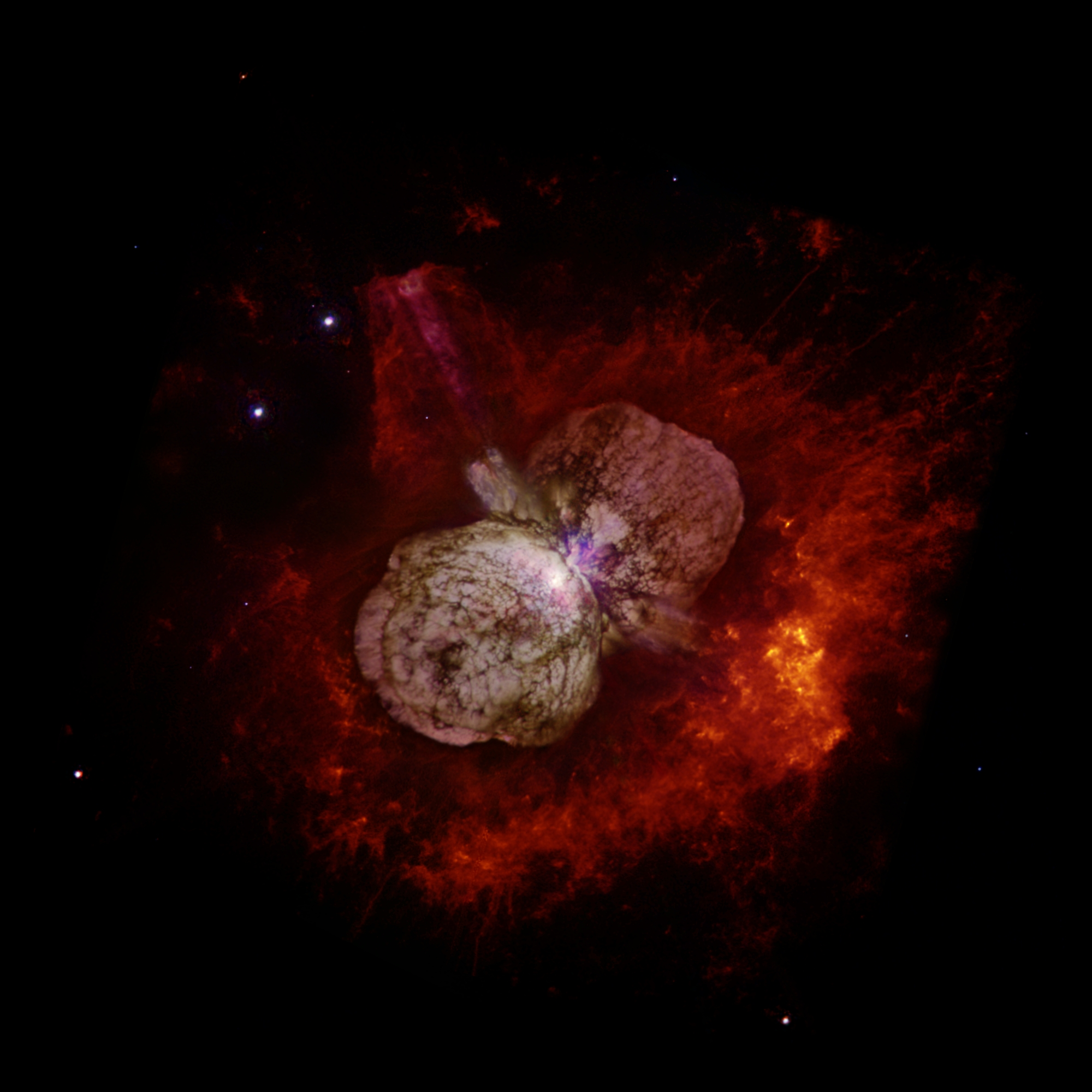
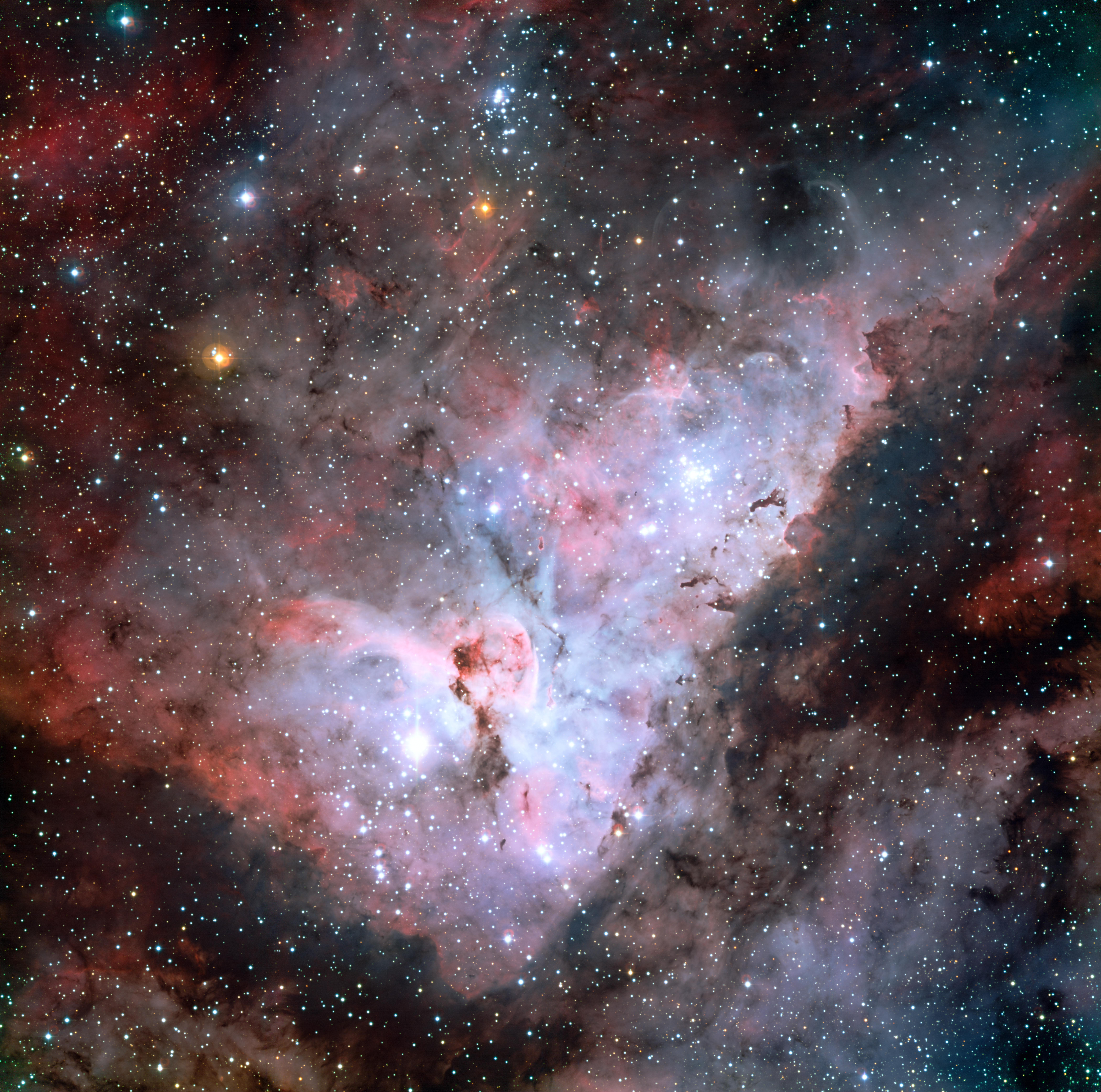
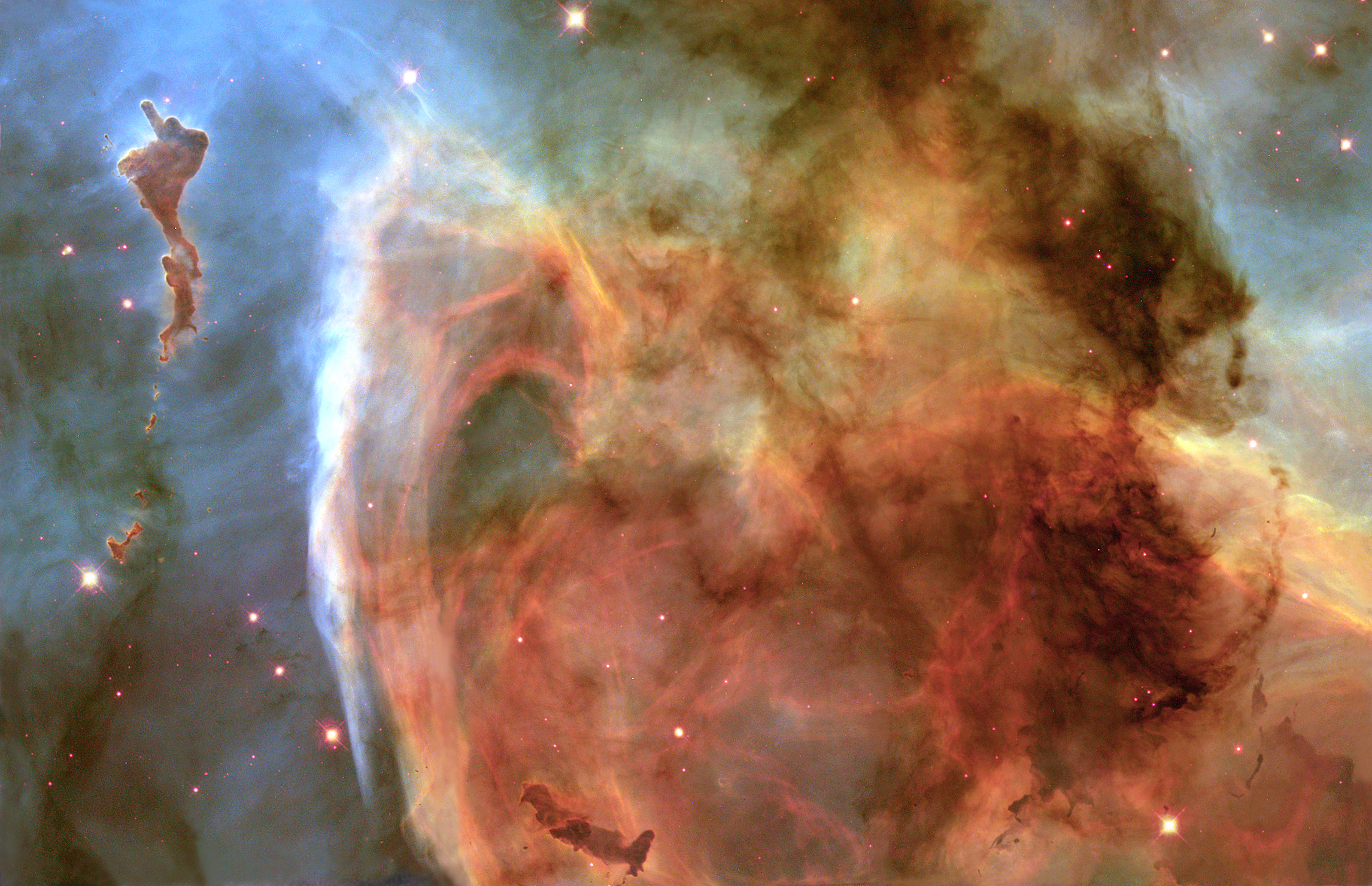
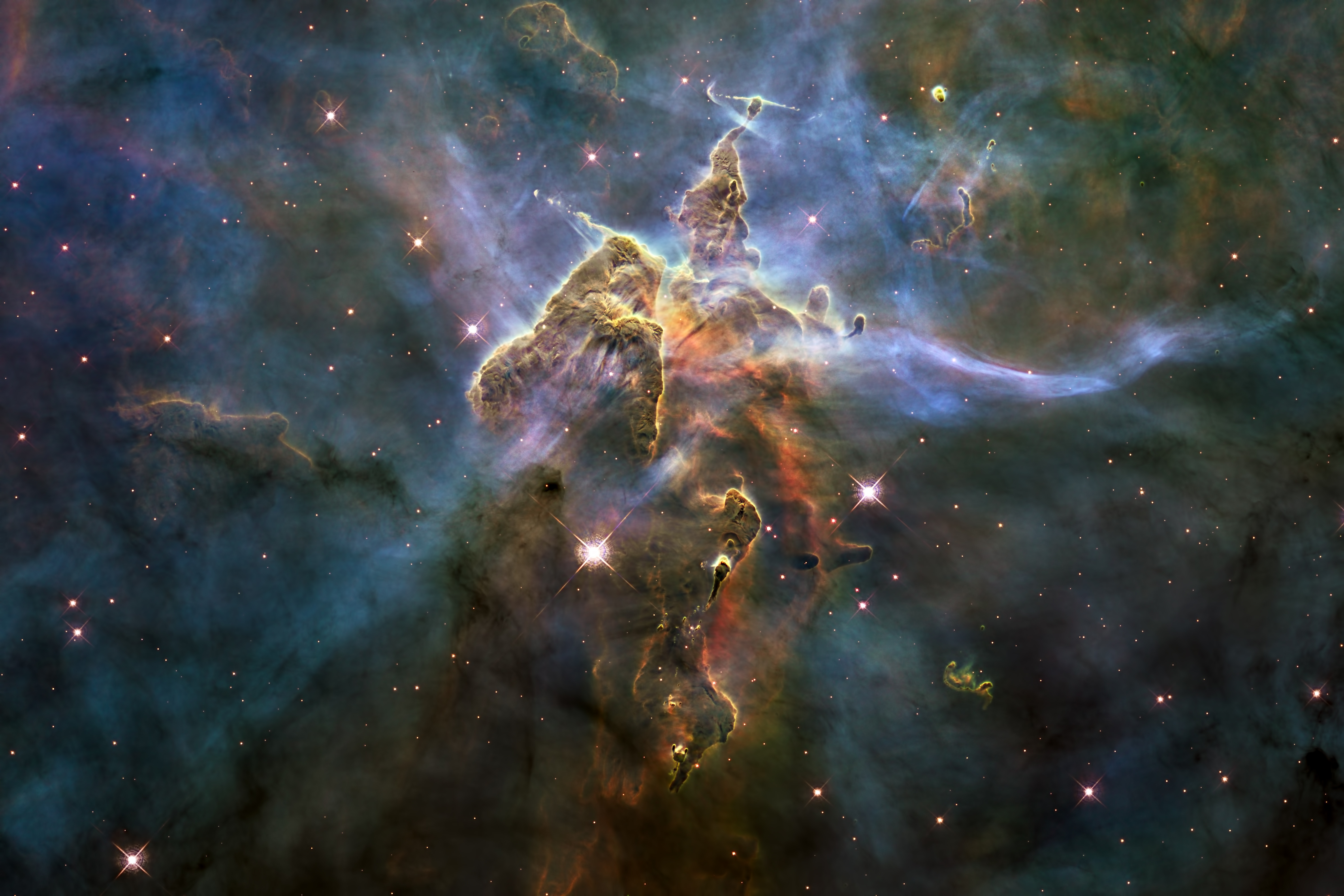